# Seznam angleških psihologov
Seznam angleških psihologov.

## B
- Simon Baron-Cohen
- Frederic Bartlett

## G
- Jeffrey Alan Gray

## H
- Stephen Hales
- Archibald Vivian Hill

## M
- Juliet Mitchell

## S
- Edward Albert Sharpey-Schafer
- Charles Spearman
- Ernest Starling

## T
- Edward Bradford Titchener

## W
- Lorna Wing Lorna Gladys Wing OBE FRCPsych (née Tolchard; 1928 – 2014)

## Y
- Thomas Young (znanstvenik)